# Get Together
Singles de Madonna
Sorry
(2006) Jump
(2006)
Pistes de Confessions on a Dance Floor
Hung Up
(1) Sorry
(3)
Get Together est le troisième extrait du dixième album studio de Madonna; Confessions on a Dance Floor. Écrite et produite principalement par Madonna et Stuart Price, la chanson a une tonalité très dansante qui colle au son de l'album. La chanson a été mise en vente le 6 juin aux États-Unis et le 10 juin 2006 pour le reste du monde. Numéro 1 dans le Hot Dance Airplay et Dance Club et nommée aux Grammy Awards 2007 dans la catégorie Best Dance Recording.

## Vidéo
Il existe deux versions légèrement différentes de la vidéo de Get Together, toutes deux sont basées sur des images du spectacle qu'elle a donné au KOKO club de Londres lors de sa tournée promotionnelle "Confessions promo tour" le 15 novembre 2005

### Version officielle
La vidéo de Get Together qui sert de support officiel a été dirigée et animée par "LOGAN", une compagnie d'animation située à Venice (Californie) a été inspirée des œuvres de l'artiste Italien Milo Manara. Les effets animés ont été ajoutés sur le film afin de créer un environnement évoluant autour et en arrière-plan, on peut y voir des éruptions volcaniques, des animaux et des gratte-ciels. Cette version est apparue pour la première fois sur internet le 14 juin 2006, sur le site de VH1 aux États-Unis et  à la télévision Anglaise sur Channel 4 au Royaume-Uni.
- Montage : Logan
- Compagnie productrice : Logan

### Version originale
La version originale moins connue de Get Together réalisée par Eugene Riecansky préalablement a été réalisée pour Warner Bros mais le label en décida autrement et opta pour la version réalisée par Logan, la version fera son apparition par le biais du fan club officiel de la star le 19 mai 2007 lors de la première parution du « Digital Icon Magazine » uniquement accessible aux adhérents. C'est aussi cette version qui a été retenue pour le coffret Celebration: The Video Collection qui regroupe la quasi-totalité des clips de la chanteuse.
- Réalisateur : Eugene Riecansky
- Producteur : Helene Polverelli
- Directeur de la Photographie : Eugene Riecansky
- Montage : Eugene Riecansky
- Compagnie productrice : Rockstar

### Version Confessions Tour
Cette version n'était pas dédiée à une diffusion télévisée mais a été élaborée par Steven Klein uniquement pour le Confessions Tour. Elle est essentiellement basée sur des effets kaléidoscopiques noirs et rouges. 
Un extrait est rendu disponible sur le site de Steven Klein.

## Versions
1. Radio Edit (3:57)
2. Album Version #1 (Album Version enchaîné) (5:30)
3. Album Version #2 (Album Version) (5:15)
4. Japanese Promotional Media Edit (4:20)
5. Jacques Lu Cont Vocal Edit (4:24)
6. Jacques Lu Cont Mix (6:18)
7. Danny Howells & Dick Trevor KinkyFunk Mix (9:13)
8. Danny Howells & Dick Trevor KinkyFunk Edit* (5:14)
9. Tiefschwarz Remix (7:34)
10. Tiefschwarz Edit* (4:55)
11. James Holden Remix (8:00)
12. James Holden Edit* (5:14)
13. Original Anders Bagge & Peer Åström Version** (3:50)

* = Exclusivité iTunes
** = Non commercialisée

## Crédits
- Écriture et Production – Madonna, Stuart Price
- Production originale – Anders Baggen, Peer Åström
- A&R des remix – Orlando Puerta
- Direction créative – Frank Maddocks
- Illustration de la pochette – Giovanni Bianco
- Photographie – Guy Oseary
- Management – Angela Becker, Guy Oseary

Crédits issus du single CD-Maxi.

## Classements et certifications
| Classement (2005)            | Meilleure position |
| ---------------------------- | ------------------ |
| Europe (Euro Digital Tracks) | 2                  |

| Classement (2006)                                  | Meilleure position |
| -------------------------------------------------- | ------------------ |
| Allemagne (Media Control AG)                       | 28                 |
| Australie (ARIA)                                   | 13                 |
| Australie (ARIA Dance)                             | 3                  |
| Australie (ARIA Club Tracks) (Jacques Lu Cont mix) | 16                 |
| Autriche (Ö3 Austria Top 40)                       | 35                 |
| Belgique (Flandre Ultratop 50 Singles)             | 22                 |
| Belgique (Wallonie Ultratop 50 Singles)            | 33                 |
| Canada (Canadian Singles Chart)                    | 4                  |
| Danemark (Tracklisten)                             | 12                 |
| Espagne (PROMUSICAE)                               | 1                  |
| États-Unis (Bubbling Under Hot 100 Singles)        | 6                  |
| États-Unis (Dance/Mix Show Airplay)                | 1                  |
| États-Unis (Dance Club Songs)                      | 1                  |
| États-Unis (Hot Dance Singles Sales)               | 2                  |
| États-Unis (Hot Singles Sales)                     | 84                 |
| Europe (European Hot 100 Singles)                  | 18                 |
| Finlande (Suomen virallinen lista)                 | 6                  |
| France (SNEP)                                      | 26                 |
| Grèce (IFPI Greece)                                | 11                 |
| Hongrie (Rádiós Top 40)                            | 25                 |
| Hongrie (Single Top 40)                            | 1                  |
| Irlande (IRMA)                                     | 17                 |
| Italie (FIMI)                                      | 2                  |
| Pays-Bas (Nederlandse Top 40)                      | 13                 |
| Pays-Bas (Single Top 100)                          | 14                 |
| Tchéquie (IFPI Rádio)                              | 13                 |
| Royaume-Uni (UK Singles Chart)                     | 7                  |
| Slovaquie (IFPI Rádio)                             | 9                  |
| Suède (Sverigetopplistan)                          | 15                 |
| Suisse (Schweizer Hitparade)                       | 24                 |
| Venezuela (Pop Rock)                               | 1                  |

| Classement (2006)                    | Position |
| ------------------------------------ | -------- |
| États-Unis (Dance Club Songs)        | 9        |
| États-Unis (Dance/Mix Show Airplay)  | 6        |
| États-Unis (Hot Dance Singles Sales) | 6        |
| États-Unis (Hot Singles Sale)        | 21       |
| Royaume-Uni (UK Singles Chart)       | 158      |

| Pays        | Certification | Ventes |
| ----------- | ------------- | ------ |
| Suède (GLF) | Or            | 10 000 |

## Diffusion promotionnelle
- À l'origine, Get Together n'était pas censé sortir en single : 3 titres seulement étaient prévus (Hung Up, Sorry et Jump) comme indiqué sur l'autocollant promotionnel. Mais devant le succès du titre, Warner décida de le diffuser comme troisième extrait de l'album, repoussant Jump à l'automne.
- Le titre servit à de nombreuses reprises lors des spectacles promotionnels de Madonna : KOKO Club et G.A.Y. Club à Londres, Children in Need sur la BBC, Star Academy sur TF1...
- La version originale, initialement prévue, produite par les suédois Anders Bagge et Peer Åström est très différente de la version finale retenue. Plus proche de Future Lovers, elle se différencie par des paroles légèrement différentes, un rythme plus soutenu et dégage un ton plus mélancolique et nostalgique par rapport à la version reprise par Stuart Price. La similitude entre les 2 titres permet d'ailleurs de penser qu'aux prémices de la production de l'album, Get Together devait être un prolongement de Future Lovers et s'enchaîner tout de suite après dans une liste des titres provisoire.
- Get Together est l'extrait de Confessions on a Dance Floor qui fut le moins bien vendu.

## Compléments